# Leptonetidae
|  | Dieser Artikel wurde aufgrund von formalen oder inhaltlichen Mängeln in der Qualitätssicherung Biologie zur Verbesserung eingetragen. Dies geschieht, um die Qualität der Biologie-Artikel auf ein akzeptables Niveau zu bringen. Bitte hilf mit, diesen Artikel zu verbessern! Artikel, die nicht signifikant verbessert werden, können gegebenenfalls gelöscht werden. Lies dazu auch die näheren Informationen in den Mindestanforderungen an Biologie-Artikel. |

Die Leptonetidae (von gr. λεπτός (leptós) „dünn, fein“ und νήτη (nḗtē) „Saite, Gespinst“) sind eine Familie der Echten Webspinnen und umfassen 21 Gattungen mit 346 Arten. (Stand: Januar 2018)
Sie sind im Mittelmeerraum, in Eurasien, Japan und Amerika vertreten. Die artenreichste Gattung in Europa ist Leptoneta. Bislang wurde in Österreich  mit Protoleptoneta italica die einzige Art in Mitteleuropa nachgewiesen.

## Beschreibung
Es handelt sich um relativ primitive haplogyne Spinnen, denen die sklerotisierte Platte über der Geschlechtsöffnung (Epigyne) des Weibchens fehlt. Die Arten sind meist winzig und haben sechs Augen. Die Augen sind in einem symmetrischen Halbkreis (vier Vordere und zwei Hintere) angeordnet. Viele Arten leben in Höhlen oder der Streuschicht. 

## Systematik
Der World Spider Catalog listet für die Leptonidae aktuell 21 Gattungen und 346 Arten. (Stand: Januar 2018)
- Appaleptoneta Platnick, 1986
- Archoleptoneta Gertsch, 1974
- Barusia Kratochvíl, 1978
- Calileptoneta Platnick, 1986
- Cataleptoneta Denis, 1955
- Chisoneta Ledford & Griswold, 2011
- Darkoneta Ledford & Griswold, 2010
- Falcileptoneta Komatsu, 1970
- Leptoneta Simon, 1872
- Leptonetela Kratochvíl, 1978
- Longileptoneta Seo, 2015
- Masirana Kishida, 1942
- Montanineta Ledford & Griswold, 2011
  - Montanineta sandra Ledford & Griswold, 2011
- Neoleptoneta Brignoli, 1972
- Ozarkia Ledford & Griswold, 2011
- Paraleptoneta Fage, 1913
- Protoleptoneta Deltshev, 1972
- Rhyssoleptoneta Tong & Li, 2007
  - Rhyssoleptoneta latitarsa Tong & Li, 2007
- Sulcia Kratochvíl, 1938
- Tayshaneta Ledford & Griswold, 2011
- Teloleptoneta Ribera, 1988
  -  Teloleptoneta synthetica Ribera, 1988